# Kryptosporidios
Kryptosporidios [krʏptʊspʊrɪdɪˈoːs] är en globalt förekommande infektion som orsakas av encelliga parasiter av släktet Cryptosporidium. De flesta infektioner hos människor orsakas av Cryptosporidum hominis, som troligen endast smittar människa. Cryptosporidium parvum är vanlig hos nötkreatur och i synnerhet kalvar, men kan smitta de flesta däggdjur. Den orsakar kraftig diarré hos människor och andra däggdjur, framför allt idisslare men även fiskar, reptiler och fåglar kan insjukna.

## Smittsätt
Kryptosporidios sprids i första hand via livsmedel, då särskilt otillfredsställande renat dricksvatten, som kan orsaka mycket stora utbrott. En vanlig smittväg är dricksvatten från ytvatten och bassängvatten medan risken att smittas av dricksvatten från grundvatten bedöms vara nästan obefintlig..
Smittdosen som erfordras för att orsaka sjukdom är liten och därför sker även smitta från person till person och intrafamiljärt, framför allt bland barn.

## Inkubationstid
Tiden mellan smittillfälle och insjuknande varierar men är vanligen 1-12 dagar med i genomsnitt en vecka.

## Symtom och sjukdom
Infektionen karakteriseras efter cirka en veckas inkubationstid av diarréer som kan vara intensiva och vattninga, buksmärtor, illamående, huvudvärk och feber.
Det finns ingen effektiv medicinsk behandling, men hos vuxna med normalt immunförsvar går sjukdomen i allmänhet över av sig själv efter två till fyra veckor under vilken tid symtomen emellertid kommer och går med alltefter avtagande intensivitet. Hos personer med nedsatt immunförsvar, såsom aidspatienter, kan sjukdomen bli långvarig och livshotande och hos immunsupprimerade individer kan infektionen bli kronisk.

## Rening av dricksvatten
Många vattenreningsverk som använder vatten från floder, sjöar och reservoarer för  dricksvattensproduktion använder konventionella filtreringstekniker. Vattnet förbehandlas vanligen med  koagulering, flockulering och  sedimentering innan filtrering. Vid direktfiltrering, som typiskt används för att behandla vatten med låga partikelhalter, förbehandlas vattnet vanligen med koagulering och filtrering men inte sedimentering. Andra vanliga filter, som långsamfilter med sand och filter av kiselgur, tar bort 99% av Cryptosporidium. Produktspecifika membran-, säck- och kassettfilter tar bort Cryptosporidium.
Cryptosporidium är mycket resistent mot klordesinfektion men med tillräckligt höga koncentrationer och lång kontakttid, kan Cryptosporidium inaktiveras av klordioxid och ozonbehandling. De  nivåer av klor som krävs för inaktivering utesluter normalt sett klorering som en tillförlitlig metod mot  Cryptosporidium i dricksvatten. Ultraviolett (UV) strålning inaktiverar Cryptosporidium vid relativt låga doser. Water Research Foundation-betald forskning upptäckte ursprungligen UV:s förmåga att inaktivera Cryptosporidium.
En av de största utmaningarna för att identifiera utbrott är förmågan att identifiera Cryptosporidium på laboratoriet. Numera kan Cryptosporidium  detekteras med direktuppkopplade system i realtid till skillnad från i de stick- och samlingsprov som tidigare använts.
Den mest tillförlitliga sättet att avdöda Cryptosporidium i dricksvatten är genom kokning.

## Stora utbrott internationellt
I Milwaukee, USA, infekterades 1993 över 403 000 människor av Cryptosporidium från dricksvattnet.
Ett flertal utbrott har rapporterats från Storbritannien.

## Kryptosporidios i Sverige
I Sverige är sjukdomen sedan 1 juli 2004 anmälningspliktig enligt smittskyddslagen. Cirka 70–140 fall rapporteras årligen, varav 90% i Stockholms län och 70 % tros ha smittats utomlands. Cirka 80 procent av de inhemska fallen inträffar under augusti till november.
Enligt en rapport 2011 av Smittskyddsinstitutet om Sveriges fem största ytvattentäkter innehåller elva procent av proverna tagna 2003–2008 Cryptosporidium. Smittskyddsinstitutet påtalar att "undersökningen omfattar förekomst i ytvatten, alltså inte i dricksvatten".

### Utbrott på Lidingö 2002
Över 1000 personer blev sjuka efter en olycka då avföring hamnat i vattnet i ett bassängbad.

### Utbrott i Östersunds kommun 2010
Den 26 nov 2010 inträffade ett utbrott av Cryptosporidium hominis i Östersunds kommun. Invånarna uppmanades därefter att koka allt kranvatten som skulle användas till dryck, matlagning, och tandborstning. Kommunens miljöchef Jari Hiltula sade den 28 nov att man då ännu inte hade klarlagt att vattnet är smittkällan. Ungefär 50 000 personer i området hade kommunalt dricksvatten. Smittskyddsläkaren gjorde bedömningen att 1000-tals personer kunde vara smittade. Den 27 nov rapporterades ett 30-tal personer drabbats av akuta besvär.
Den 29 nov 2010 hade 2000 personer anmält till kommunen att de hade drabbats av magsjuka. Mätningar visade att parasiten fanns i dricksvattnet. Totalt bedömdes 3000–9000 personer vara smittade.
Efter ytterligare 5 dagar, den 3 dec 2010 hade 8000 personer anmält till kommunen att de hade drabbats av magsjuka. Då hade även 25 personer behövt sjukhusvård. Östersunds kommun valde den 13 dec 2010 att avsluta den internetenkät som hade gjort det möjligt för kommuninvånarna att enkelt anmäla att de drabbats av magsjuka. Då hade 12400 personer svarat på enkäten.
Totalt beräknades uppåt 30 000 personer ha drabbats av smittan från parasiten. Vissa blev sjuka i flera omgångar. 65 personer blev så sjuka att de vårdades på sjukhus. Kommuninvånarna var tvungna att koka sitt vatten i 88 dagar.
I juni 2013 åtalades Östersunds kommun för miljöbrott och vållande av sjukdom. Åklagaren yrkade att kommunen skulle betala tre miljoner kronor i företagsbot och tre miljoner i ett förverkandeyrkande för de pengar som kommunen tjänat på att skjuta upp nödvändiga investeringar. Kommunen menade att man hade haft tillräckligt antal barriärer mot mikrobiologisk smitta.[uppföljning saknas]

### Utbrott i Skellefteå kommun 2011
I mitten av april 2011 inträffade ytterligare ett utbrott av Cryptosporidium hominis, denna gång i Skellefteå kommun, då många personer på kort tid drabbats av magsjukesymtom typiska för cryptosporidium. Det bekräftades att cryptosporidium orsakade magsjukan, men det var inte säkerställt att dricksvattnet låg bakom smittspridningen. Med tanke på spridningen fokuserades sökandet efter smittkällan till Skellefteås största vattenreningsverk, Abborrverket. De första provsvaren från reningsverket var negativa, men Skellefteå kommun tog fler prover därifrån och kommunen handlade fortfarande utifrån att cryptosporidium fanns i vattnet.[uppföljning saknas]
En förundersökning om misstänkt miljöbrott inleddes men lades ned.